# Grzyby psylocybinowe

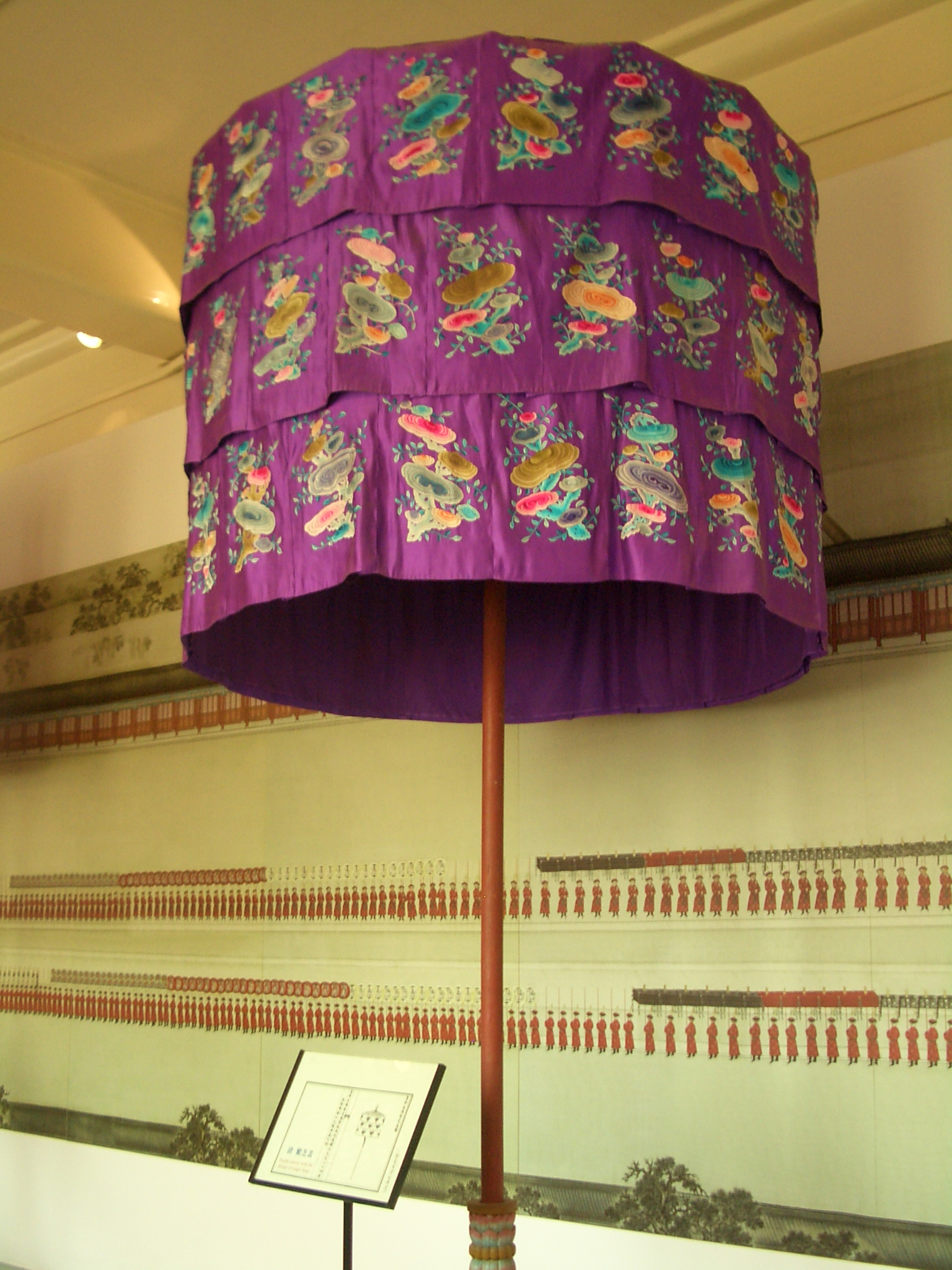
Purpurowy baldachim z okresu dynastii Qing z wzorem z magicznymi grzybami w jednym z muzeów pekińskiego Zakazanego Miasta

Grzyby psylocybinowe lub grzyby halucynogenne („grzybki halucynki” lub „magiczne grzybki”) – grzyby o działaniu psychoaktywnym zawierające związki psychodeliczne, które po spożyciu w małych dawkach wywołują u człowieka głównie zaburzenia percepcji, zmienność myśli lub nastroju, przy zachowanej świadomości i minimalnym wpływie na pamięć czy orientację, natomiast rzadko wywołują prawdziwe halucynacje.
Wywierając wpływ na świadomość sprawiają, że czas, przestrzeń, kolory i dźwięk są inaczej odbierane po ich spożyciu). Mogą pojawić się halucynacje wzrokowe, tzn. osoba po ich spożyciu może widzieć rzeczy w rzeczywistości nieistniejące, lub doświadczać rzeczy, których nie ma. Grzyby halucynogenne nasilają też odczucia i zmieniają sposób postrzegania własnej osoby i otoczenia.
Określenie „grzyby psylocybinowe”, czyli popularna nazwa dla grzybów, które wpływają na świadomość, pochodzi od związku chemicznego – psylocybiny, który występuje w wielu gatunkach zaliczanych do tych grzybów.
Jest to grupa grzybów niebędąca taksonem. Łączy je fakt, że zawierają psychodeliczne substancje psychoaktywne, które wpływają na świadomość, mogą wywoływać halucynacje i prowadzić do przeżycia tzw. doświadczenia psychodelicznego, czyli po angielsku trip.
Są stosowane przede wszystkim eksperymentalnie, długotrwałe używanie jest spotykane sporadycznie.
Za działanie psychoaktywne odpowiadają dwa związki chemiczne wytwarzane przez te grzyby: psylocybina (głównie odpowiedzialna za efekt działania substancja, która w organizmie ulega przemianie do aktywnej farmakologicznie psylocyny) i psylocyna (obecna w grzybie w mniejszych ilościach) oraz w niektórych przypadkach baeocystyna i norbaeocystyna, które uważa się za słabiej działające.
Nie powodują uzależnienia fizycznego ani psychicznego. Mogą jednak prowadzić do wywołania napadów paniki lub lęku, które sporadycznie mogą być śmiertelne w skutkach. Efekty toksyczne długoterminowe obejmują możliwość pojawienia się tzw. flashbacks. Ich stosowanie łącznie z innymi środkami psychoaktywnymi i alkoholem zwiększa ryzyko działań niepożądanych oraz przykrych doświadczeń psychodelicznych, tzw. bad trip i nie jest zalecane. Stosowanie przez osoby niestabilne psychicznie, pacjentów chorych psychicznie lub osoby genetycznie obciążone ryzykiem zaburzeń psychicznych może prowadzić do ujawnienia lub zaostrzenia takich zaburzeń, np. psychozy i w związku z powyższym jest niewskazane. Absolutnie odradza się prowadzenie samochodu lub obsługiwanie maszyn po ich spożyciu, gdyż stanowi to zagrożenie dla życia.
Grzyby o właściwościach halucynogenno-psychodelicznych występują w naturze. Większość z nich to małe, brązowe lub brązowo-żółte grzyby, które łatwo pomylić podczas zbierania w lesie z grzybami niezawierającymi psylocybiny, niejadalnymi lub trującymi. Ze względu na morfologiczne podobieństwo do innych gatunków (np. pieczarki dwuzarodnikowej) zdarzają się także niezamierzone przypadki konsumpcji grzybów o właściwościach psychoaktywnych. Cechą charakterystyczną dla rodzaju Psilocybe jest zmiana zabarwienia miąższu grzyba na kolor niebieski lub zielony podczas krojenia lub miażdżenia. W klimacie umiarkowanym, w tym również w Polsce, występuje łysiczka lancetowata.
W Ameryce Południowej i Ameryce Środkowej znane są od tysięcy lat, a ich „magiczny” efekt działania był wykorzystywany podczas obrzędów religijnych jako ułatwiający kontakt z bogami.
Termin grzyby halucynogenne odnosi się zwykle do grzybów psylocybinowych (zawierających psylocybinę i psylocynę), choć obejmuje też muchomory zawierające muscymol i kwas ibotenowy (zwykle chodzi o muchomora czerwonego, którego spożycie prowadzi do wystąpienia stanu delirium i towarzyszących mu halucynacji).
Zdarza się, że grzyby sprzedawane jako halucynogenne zostają sfałszowane przez nasączenie zwykłych grzybów konsumpcyjnych substancjami halucynogennymi, tj. LSD i PCP lub innymi, albo w ogóle nie zawierają związku halucynogennego.
Obecnie trwają badania nad zastosowaniem grzybów psylocybinowych w leczeniu stanów lękowych u pacjentów terminalnie chorych i depresji.

## Historia
W Tassili, Algieria odkryto malunki naskalne przedstawiające przypuszczalnie grzyby psylocybinowe oraz przemiane osoby po ich spożyciu. Określono, że powstały one w okresie pomiędzy 9000 a 7000 p.n.e. co potencjalnie czyniłoby je najstarszym etnomykologicznym znaleziskiem dotychczas.
Na podstawie datowanych na tysiące lat kamiennych figurek, przedstawiających grzyby z trzonem w formie człowieka lub zwierzęcia i nakryciem w formie kapelusza na głowie, które znaleziono podczas wykopalisk archeologicznych w Meksyku i Gwatemali, wyciągnięto wniosek, że najprawdopodobniej już wtedy ludzie stosowali grzyby halucynogenne. Późniejsze badania wykazały, że grzyby halucynogenne były stosowane nie tylko przez Indian meksykańskich, ale także Indian z Ameryki Środkowej i Południowej, a także w innych częściach świata od około 2200 lat.
Teonanácatl to nazwa grzybów halucynogennych w języku Azteków i Indian Ameryki Środkowej. Pierwsza wzmianka o teonanácatl pochodzi z szesnastowiecznego Kodeksu Florenckiego, spisywanego przez katolickiego księdza Bernardino de Sahagúna. Hiszpańscy kolonizatorzy zakazali Indianom stosowania grzybów halucynogennych podczas rytuałów, lecz rdzennej ludności udało się zachować tę tradycję w tajemnicy przez cztery wieki. Przez cały ten okres nie pojawiały się żadne wzmianki w literaturze naukowej o grzybach halucynogennych, a nawet niektórzy podawali w wątpliwość ich istnienie, jak np. w 1916 roku amerykański botanik William Safford, który uważał, że kronikarze hiszpańscy pomylili grzyba halucynogennego z kaktusem o nazwie pejotl.

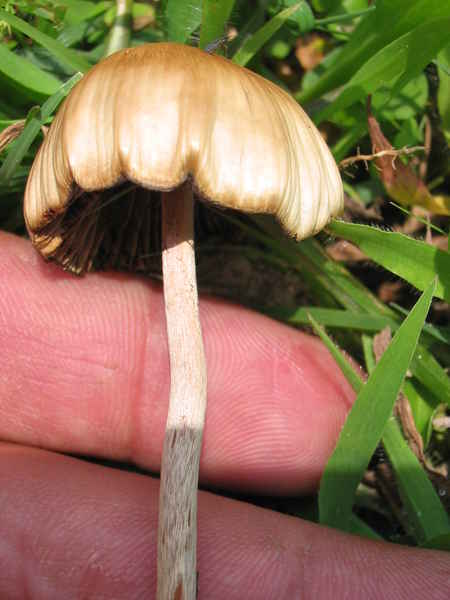
Łysiczka meksykańska – najbardziej ceniony przez Indian gatunek grzyba halucynogennego, a zarazem najbardziej rozpowszechniony, rośnie na pastwiskach

Dopiero w 1938 roku Amerykanin Richard Schultes, student botaniki, który nie dowierzał wersji Safforda, jakoby Indianie (znani ze znajomości roślin) mogli pomylić grzyba z kaktusem, przywiózł z wyprawy do Meksyku grzyba Teonánacatl, którego udało mu się zidentyfikować podczas badań na uniwersytecie. W rok później Schultes opublikował artykuł na temat świętych grzybów meksykańskich pt. Plantae Mexicanae II: The Identification of Teonanacatl, a Narcotic Basidiomycete of the Aztecs, zaś następne lata poświęcił odkrywaniu flory w dolinie rzeki Amazonki.
Opis indiańskiego rytuału z grzybami halucynogennymi, który ukazał się w czasopiśmie „Life” 10 czerwca w 1957 zawdzięczamy nowojorskiemu bankierowi R. Gordonowi Wassonowi – białemu, którego dopuszczono do uczestnictwa w nocnym obrzędzie Indian-Mazateków, który miał miejsce w meksykańskiej wiosce w 1955 roku. Podczas ceremonii najpierw oddano cześć grzybom halucynogennym, po czym zostały skonsumowane (wolno żute i połknięte). Reportaż Wassona zapoczątkował rozwój popularności magicznych grzybów na Zachodzie, szczególnie wśród hippisów. Zsyntetyzowano i przeanalizowano związki chemiczne odpowiedzialne za działanie halucynogenne: psylocybinę i psylocynę. Firma Sandoz wypuściła na rynek syntetyczną psylocybinę.
Na uniwersytecie Harvarda w latach 60. zostały przeprowadzone eksperymenty z psylocybiną, którymi kierował psycholog Timothy Leary.
W 1963 odkryto, że także występująca powszechnie w Europie łysiczka lancetowata zawiera psylocybinę.
Kilkanaście lat później w USA w 1976 roku ukazał się podręcznik na temat hodowania grzybów, który stał się bestsellerem. Tym niemniej aż do początku lat 90. grzyby halucynogenne pozostawały trudno dostępne i pojawiały się tylko na nielicznych przyjęciach.
Pierwszy sklep (tzw. smartshop) oferujący świeże grzyby halucynogenne otwarto w Holandii w październiku 1993 roku. Od 1 grudnia 2008 roku sprzedaż i posiadanie grzybów halucynogennych zostały w Amsterdamie zakazane. Przyczyną była seria wypadków, którym ulegli turyści po zażyciu grzybków halucynogennych (tzw. paddo’s).

## Gatunki

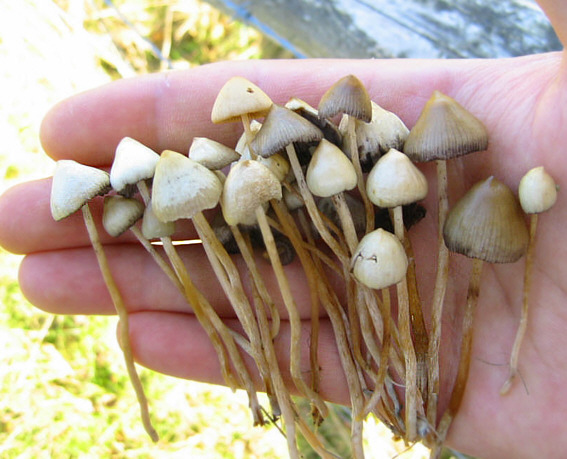
Łysiczka lancetowata występuje powszechnie w Europie, zawiera psylocybinę

Grupa grzybów psylocybinowych obejmuje grzyby następujących rodzajów: łysiczki, Conocybe, Copelandia, Gymnopilus, Inocybe oraz kołpaczki.
Do najczęściej stosowanych gatunków grzybów halucynogennych należą:
- łysiczka lancetowata (Psilocybe semilanceata)
- łysiczka meksykańska (Psilocybe mexicana)
- Psilocybe cubensis
- Psilocybe azurescens
- Psilocybe tampanensis
- Copelandia cyanescens (występuje m.in. na Bali i Hawajach)

W Polsce najbardziej popularne grzyby psylocybinowe to łysiczki lancetowate.

## Stosowanie

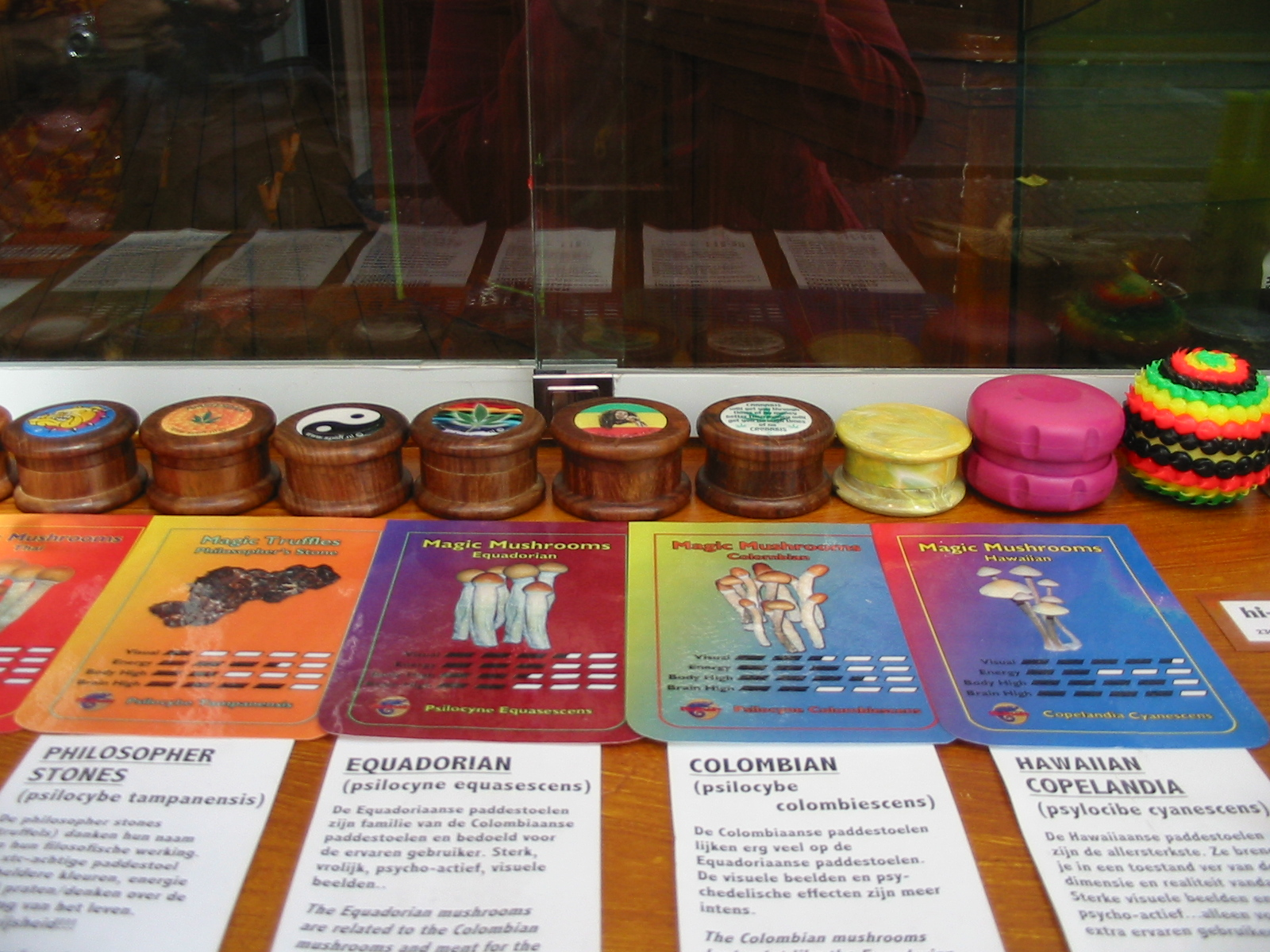
Opakowania z grzybami psylocybinowymi na wystawie w sklepie (tzw. smartshop) w Amsterdamie, w kwietniu 2007

Grzyby psylocybinowe są używane z różnych powodów, np. u ludzi młodych wynika to z chęci eksperymentowania, w innych grupach wiekowych w celach rekreacyjnych lub w związku z zainteresowaniem kulturą lat 60. XX wieku.
Mogą być konsumowane świeże lub suszone grzyby, lub ich części. Czasami parzy się z nich „herbatę” lub dodaje do potrawy, albo umieszcza w tabliczce czekolady, aby zamaskować nieprzyjemny smak. Po spożyciu efekt halucynogenny pojawia się po około 30 minutach i utrzymuje się od 3 do 7 godzin, przy czym najsilniejsze doznania z reguły występują w pierwszych dwóch godzinach. Po spożyciu grzybów halucynogennych i pojawieniu się ich planowanych lub niezaplanowanych efektów – nie ma możliwości przerwania ich dalszego działania. Ilość związków aktywnych jest inna w każdym egzemplarzu grzyba. W grzybach suszonych związki aktywne są bardziej skoncentrowane. Ta sama niewielka ilość grzyba suszonego może wywierać działanie kilka razy silniejsze niż w przypadku grzyba świeżego tego samego gatunku. Używanie grzybów psylocybinowych ogranicza ich nieprzyjemny smak oraz lekkie nudności, które wywołują. Osoby, które miały przykre doświadczenia po pierwszym zażyciu grzybów psylocybinowych rezygnują z ich ponownego użycia.

## Efekty działania
Doświadczenie psychodeliczne występuje u osoby dorosłej po spożyciu około 4 do 12 miligramów substancji czynnej, przy czym dawka 8 mg może wywoływać u osób wrażliwych, nieprzyjemne, często trudne do opanowania doznania. Trwa od 2 do 6 godzin, po czym następuje okres powrotu do „normalności”, trwający także od 2 do 6 godzin.
Powtórzenie stosowania grzybów psylocybinowych w odstępie kilkudniowym sprawia, że nie wywołują praktycznie żadnego efektu.
Stosowanie grzybów psylocybinowych tylko od czasu do czasu (w dużych odstępach czasu) nie wymaga zwiększania dawki. Efekty wywoływane przez grzyby psylocybinowe zależą od wielu czynników, np. gatunku grzyba, skonsumowanej dawki, masy ciała (przy niższej masie ciała ta sama dawka wywołuje silniejszy efekt) i zawartości żołądka (ta sama dawka zażyta na pusty żołądek daje silniejszy efekt) i mogą być odczuwane jako przyjemne lub złe. Grzyby psylocybinowe oddziałują silniej na kobiety.
Czynniki, które mogą przyczynić się do negatywnych odczuć po zażyciu grzybów psylocybinowych:
- indywidualna nadwrażliwość
- nieodpowiednie otoczenie
- za wysoka dawka
- złe samopoczucie przed zażyciem

### Krótkoterminowe efekty psychiczne
Krótkoterminowe efekty psychiczne po zażyciu dawki grzybów psylocybinowych mogą obejmować:
- rozluźnienie
- dobry nastrój
- nasilenie już istniejących odczuć (głębsze odczuwanie)
- zaostrzenie zmysłów
- wizualne halucynacje
- zniekształcenie lub czasami całkowita zmiana spostrzegania czasu i przestrzeni, kolorów i dźwięków (efekty charakterystyczne dla doświadczenia psychodelicznego)
- nagły przypływ kreatywnych myśli

Do negatywnych efektów psychicznych, które mogą wystąpić po zażyciu dawki grzybów psylocybinowych należą:
- zdezorientowanie
- zaniepokojenie
- poirytowanie
- utrata samokontroli
- napady lęku, np. wynikające z przerażających halucynacji
- zaburzenia urojeniowe, np. paranoja prześladowcza
- obawa, że doświadczenie psychodeliczne nigdy się nie skończy
- depresja

Powyższe nieprzyjemne objawy są często określane przez użytkowników jako tzw. bad trip i mogą obejmować także uczucie depersonalizacji, napady paniki i stany zbliżone do psychozy.

### Efekty fizyczne

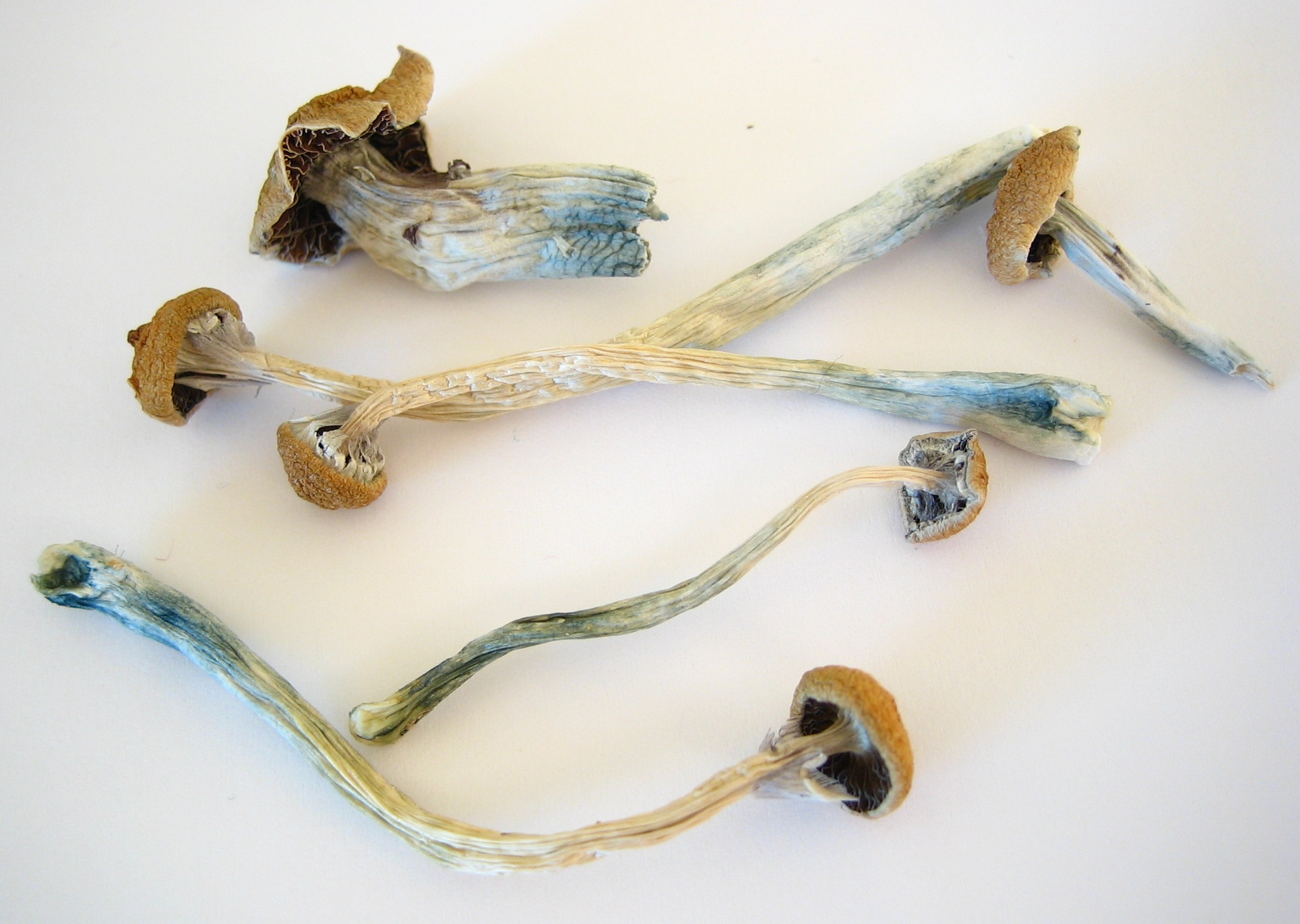
Suszone okazy Psilocybe cubensis z widocznymi niebieskimi przebarwieniami na końcach ogonków, powstałymi w wyniku zmiażdżenia

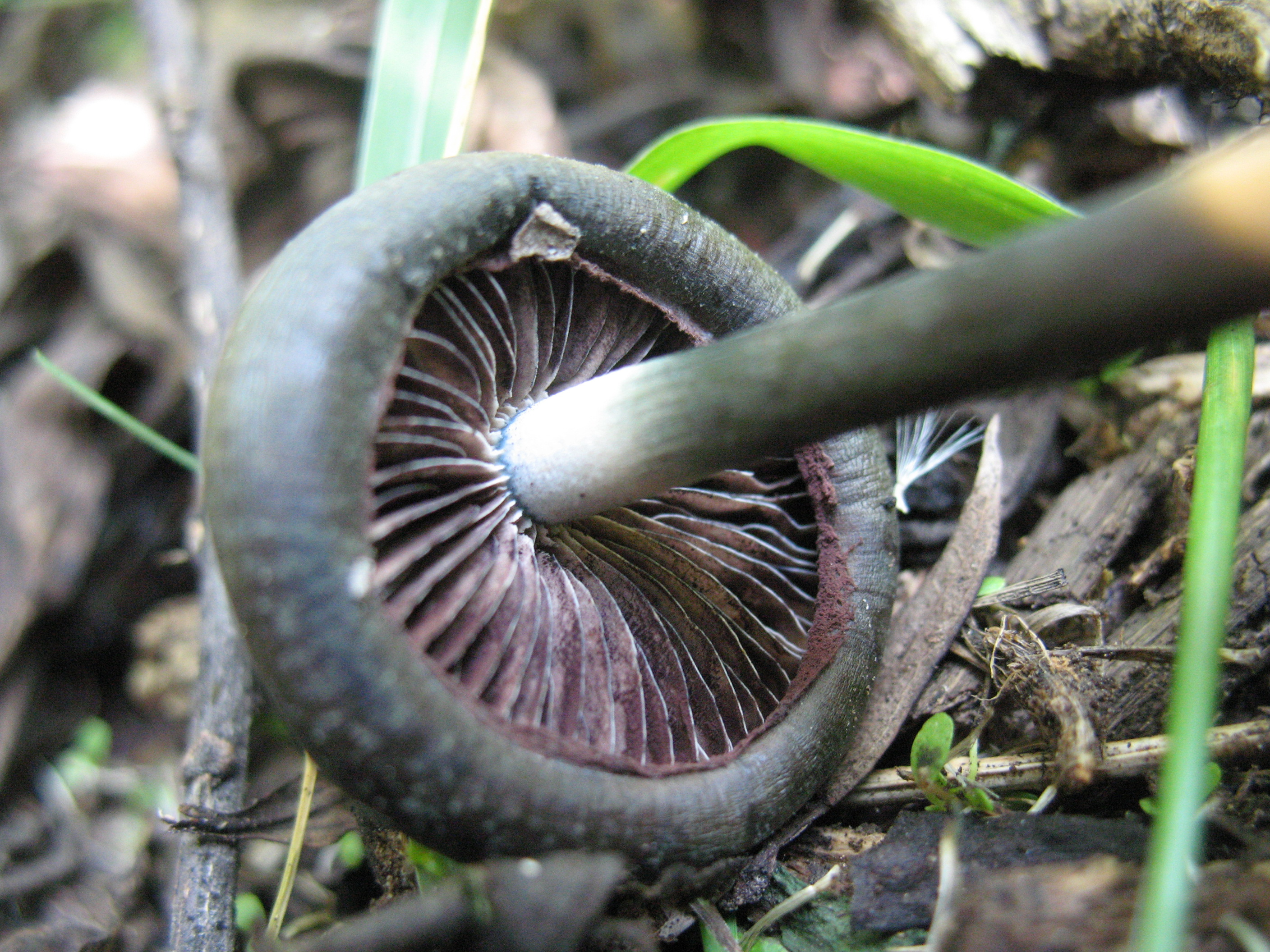
Psilocybe villarrealiae, Jalisco w Meksyku

Efekty fizyczne po zażyciu dawki grzybów psylocybinowych mogą być przyjemne lub niemiłe i mogą obejmować:
- rozluźnienie mięśni
- ból mięśni
- chęć śmiania się
- uczucie zimna i chłodu
- dreszcze
- ból żołądka
- ból brzucha
- lekkie zawroty głowy
- problemy z koordynacją
- lekkie skurcze mięśni twarzy
- nudności
- rozszerzenie źrenicy
- pragnienie
- „nogi jak z gumy”
- łagodną lub średnią tachykardię
- łagodnie lub średnio przyspieszone oddychanie
- podniesienie ciśnienia tętniczego krwi
- wymioty
- biegunkę
- osłabienie
- nieprzyjemne uczucie następnego dnia

Temperatura ciała pozostaje z reguły normalna.

### Długoterminowe efekty oraz zagrożenia
Długoterminowe efekty związane ze stosowaniem grzybów psylocybinowych, to możliwość wystąpienia zaburzeń psychicznych, tj. lęk i psychozy u osób predysponowanych.
Inne zagrożenia związane ze stosowaniem grzybów psylocybinowych:
- ryzyko wynikające z niewłaściwej oceny otaczającej sytuacji
- pojawienie się napadu paniki, gdy grzyby zadziałają zbyt silnie

### Flashbacks
Efekt flashback oznacza ponowne wystąpienie halucynacji w kilka dni lub tydzień po (nawet jednorazowym) zażyciu grzybów psylocybinowych. Osobom, u których wystąpiły tzw. flashbacks nie zaleca się ponownego stosowania innych psychodelików ani marihuany. Zespół Hallucinogen Persisting Perception Disorder (skrót HPPD) jest bardzo rzadki, ale może utrzymywać się jeszcze przez miesiące lub lata po zażyciu środków halucynogennych. Występuje głównie po stosowaniu LSD, a w mniejszym stopniu po grzybach halucynogennych. W większości przypadków flashbacks pojawiały się u osób z wcześniejszymi zaburzeniami psychiatrycznymi lub u stosujących różne substancje narkotyczne.

## Uzależnienie
Stosowanie grzybów psylocybinowych nie prowadzi do rozwoju uzależnienia fizycznego. Uzależnienie psychiczne pojawia się bardzo rzadko i jeżeli dana osoba nie może obejść się bez stosowania grzybów psylocybinowych, to raczej ma to związek z jej osobowością i wynika z chęci doświadczania wrażeń i przeżyć podczas doświadczenia psychodelicznego.
Inne czynniki ryzyka związane ze stosowaniem grzybów psylocybinowych
- możliwość pomylenia grzyba psylocybinowego z gatunkiem trującym podczas zbioru z siedlisk naturalnych
- łatwość przedawkowania, gdyż po wyglądzie grzyba nie można ocenić zawartości substancji psychoaktywnych plus gatunki grzybów psylocybinowych różnią się między sobą aktywnością; w przypadku przetworów z grzybami nie jest możliwa ocena spożytej ilości
- możliwość wystąpienia problemów z żołądkiem, wątrobą i nerkami w przypadku przyjęcia zbyt wysokiej dawki
- nieprzewidywalne w skutkach interakcje z alkoholem lub innymi narkotykami
- negatywny wpływ na szybkość reagowania, prowadzenie pojazdów mechanicznych i obsługiwanie maszyn (podczas działania odgrywa rolę brawurowe zachowanie, zaś do 5–6 godzin po działaniu utrzymuje się stan niedostatecznej koncentracji i rozkojarzenia)
- bezwzględne przeciwwskazanie w ciąży (nie zostało zbadane ewentualne działanie teratogenne ani mutagenne[3])
- przeciwwskazanie dla osób osłabionych (w złej kondycji), chorych na astmę, cierpiących na niedomagania lub choroby serca, wątroby i nerek oraz dla osób zażywających leki
- przeciwwskazanie dla osób z problemami psychiatrycznymi i poważnymi problemami psychicznymi, dotyczy także tych osób, które w przeszłości miały depresję lub psychozę
- przeciwwskazanie dla osób w młodym wieku, w przypadku złego doświadczenia psychodelicznego pojawia się m.in. lęk i zaburzenia świadomości, które mogą okazać się groźne dla osób młodych nieznających dobrze siebie

## Pierwsza pomoc
Jeżeli osoba po zażyciu grzybów psylocybinowych przeżywa tzw. złe doświadczenie psychodeliczne, to należy ją uspokoić, rozmawiać z nią, trzymać za ręce, wyjaśnić, że złe doświadczenia miną, zapewnić jej pobyt w bezpiecznym i spokojnym miejscu, starać się odwrócić jej uwagę od efektów, które pojawiły się po spożyciu grzybów, a przede wszystkim nie zostawiać jej samej. Niektórzy uważają, że zjedzenie słodyczy lub dawki witaminy C pomaga zahamować doświadczenie psychodeliczne.  Inni zalecają również głębokie oddychanie. Jeżeli sytuacja pogarsza się, staje się niebezpieczna lub uczucie lęku utrzymuje się godzinami, to należy skontaktować się z lekarzem.
Postępowanie kliniczne w przypadku bardzo ostrego lęku obejmuje właściwą formę psychoterapii oraz leczenie objawowe, jeżeli zachodzi taka konieczność. Podaje się lek przeciwlękowy lub uspokajający (zaleca się diazepam), przy czym nie istnieją oficjalne wytyczne ze względu na niewystarczającą ilość danych w literaturze naukowej oraz mocno zindywidualizowane objawy, które są zależne od osobniczej wrażliwości pacjenta oraz warunków zewnętrznych. Leki przeciwpsychotyczne powinny zostać użyte tylko wtedy, gdy zawiodły inne sposoby i zaburzenie ma niezwykle ostry przebieg. Wydaje się, że czasami lepiej jest pozwolić na całkowite wydziałanie i usunięcie grzybów z organizmu oraz osiągnięcie stanu katharsis.

## Status prawny
We wszystkich państwach Unii Europejskiej grzyby halucynogenne są objęte restrykcjami na mocy odpowiednich ustaw.
W Polsce takie grzyby uznawane są za preparaty zawierające psylocynę wymienioną w akcie wykonawczym do Ustawy o przeciwdziałaniu narkomanii, jako substancja psychotropowa z grupy I-P, której posiadanie, wbrew przepisom ustawy, podlega karze

## Eksperymenty medyczne
Aktualnie psylocybina i psylocyna – aktywne związki obecne w grzybach halucynogennych – nie są stosowane w leczeniu ludzi. W latach 60. XX wieku zostały przeprowadzone eksperymenty psychoterapeutyczne i mistyczne z syntetyczną psylocybiną, produkowaną przez firmę Sandoz pod nazwą Indocybin. Od lat 90. XX wieku ponownie są przeprowadzane badania kliniczne nad potencjalnym zastosowaniem w leczeniu trudnych do opanowania schorzeń psychiatrycznych, tj. OCD, przewlekła depresja, zespół stresu pourazowego, choroba alkoholowa czy stany lękowe u pacjentów w stanie terminalnym.